# James Bolton
Pour les articles homonymes, voir Bolton.
James Bolton est un  mycologue britannique, né en 1735 et mort en 1799.
Il fait paraître de 1788 à 1791 An History of Fungusses growing about Halifax (Huddersfield).

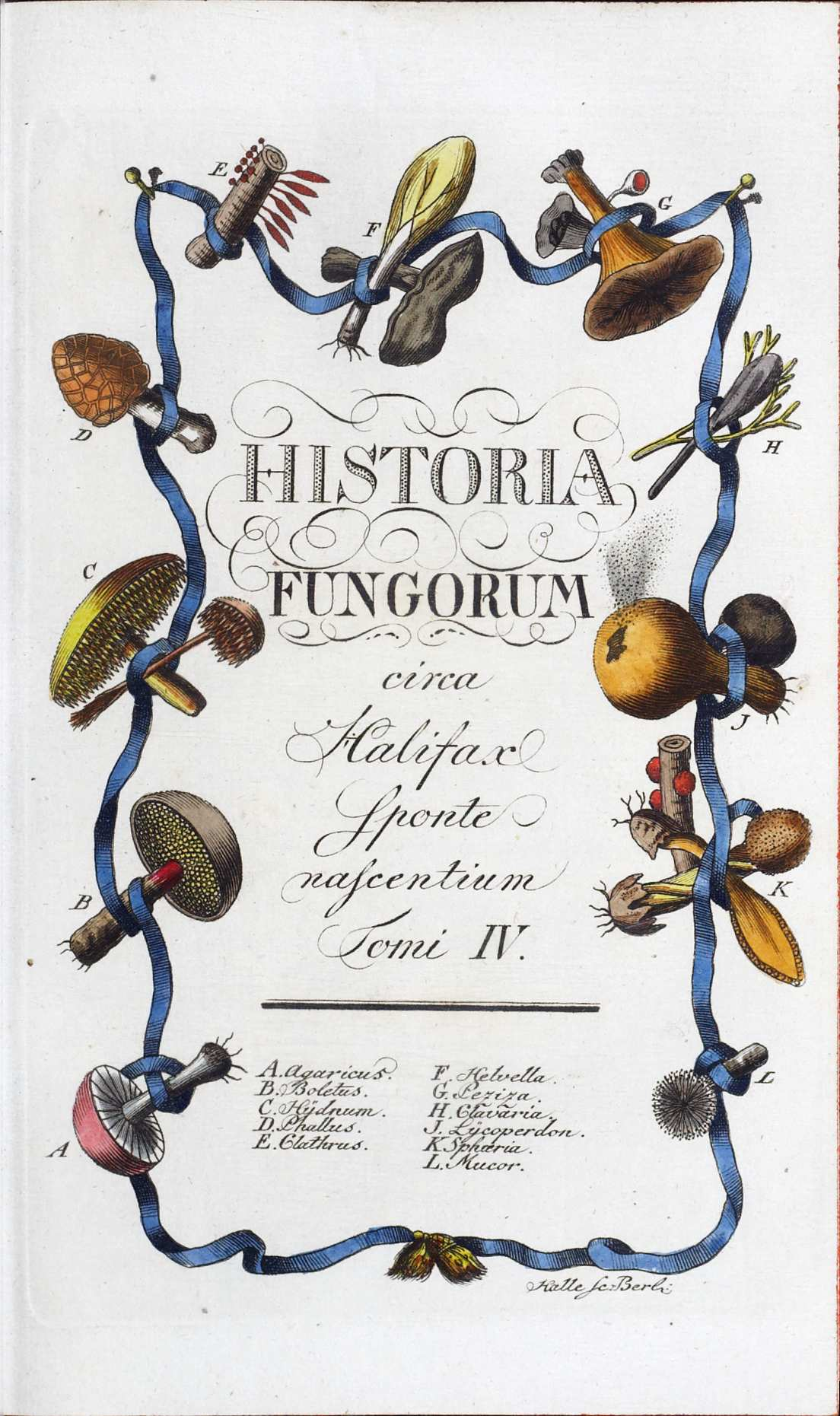
Historia fungorum (An History of Fungusses). Édition allemande du 1795